# Adsabra
L'adsabra, rabet de gat, cua de gat o herba de l'hemorroide (Sideritis angustifolia) és una mata llenyosa de la família de les labiades present a bona part de la costa mediterrània, a zones submuntanals. Als països catalans és freqüent al País Valencià i al sud de Catalunya, on podem trobar una bona diversitat d'espècies del mateix gènere, moltes d'elles endèmiques, que a més poden hibridar entre elles: S. edetana, S. tragoriganum, S. hirsuta, S. incana, S. romana, S. leucantha, S. chamaedryfolia, S. montana, S. spinulosa, S. pungens, S. murgetana, S. javalambrensis, S. glauca, etc.

## Morfologia
Pertany a la família de les Labiades, és una planta perenne, glabrescent encara que viscosa-glandulosa al tacte que té una alçada que ronda entre els 20 i 40 centímetres. De la soca de la planta ixen unes tiges erectes amb poques ramificacions, molt fulloses a la base i tomentoses. La seva forma vital de Raunkjaer és el camèfit, ja que els meristemes resten a menys de 40 cm de terra).
La seva arrel és de tipus axonomorfa. La tija és llenyosa amb indument glabrescent, encara que viscós-glandulós al tacte. Està formada per nombroses branques que creixen molt rígides i plenes de fulles. Aquestes fulles són decurrents i es distribueixen per tota la branca oposades de dos en dos. La forma del limbe és linear, de marge simple i sencer i l'àpex és agut. Les fulles són de diferent mida segons la part de la planta on es trobin: les superiors fan com a màxim 10 mm de llarg i 0,85 mm d'ample; en canvi, les inferiors fan entre 4 nm i 5 mm de llarg i les bràctees tenen una mida de 5 mm de llarg com a màxim. A vegades les fulles superiors són més grans i tenen alguna dent punxant.
Les fulles més grans allotgen les flors que són ovalades i petites. bràctees i punxants. Les corol·les zigomorfes.
El periant està diferenciat en calze i corol·la. El calze és molt petit, d'uns 2 mm, amb els sèpals verds, d'aspecte foliaci i amb un anell de pèls al seu interior. La corol·la és zigomorfa, fa entre 1.5 mm i 2 mm de llarg i és groguenca, que neixen de les branques són groguenques, menudes i bilabiades.
El seu fruit és una núcula amida uns 2,5 mm de grandària.

## Ecologia

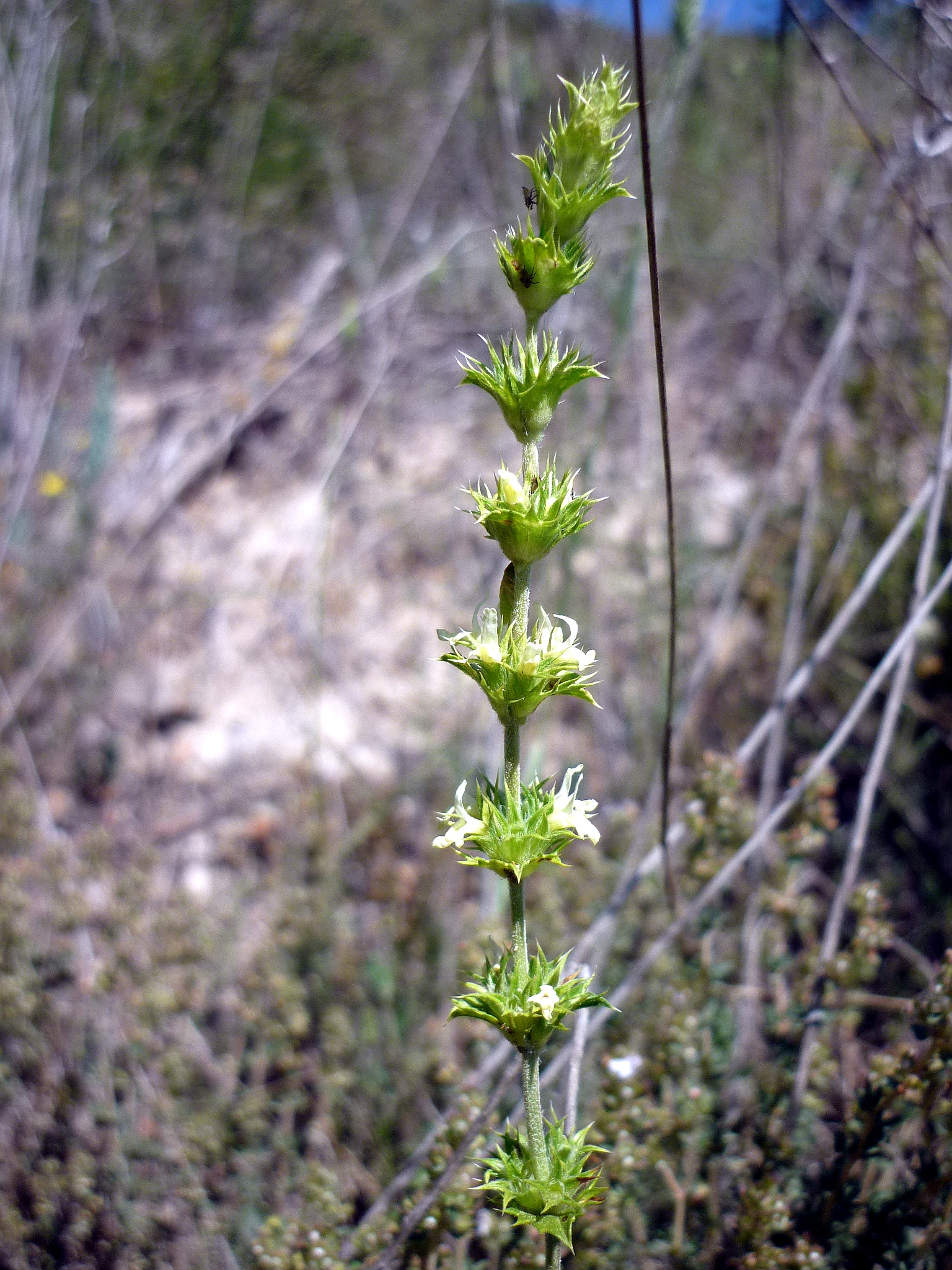
Rabet de gat a Torà (Segarra)

El seu hàbitat natural són els matolls secs calcaris, a indrets assolellats. Mundialment està distribuïda per la zona mediterrània, encara que la majoria de plantes d'aquesta espècie les trobem al Canal Navarrés (València). Dins de Catalunya es poden trobar amb molta freqüència a Tarragona. La seva època de floració és des de finals de la primavera (maig) fins a principis de l'estiu (juliol).

## Usos
Es fa servir com antiinflamatori, espasmolític lleu i antiulcerós perquè és bon digestiu i és capaç de neutralitzar els àcids gàstrics. També s'utilitza com cicatritzant, repel·litzant, antisèptic, antibacterià, antifúngic i diurètic. Finalment, s'usa per a l'elaboració de l'herbero.
El rabet de gat posseïx moltes virtuts medicinals, entre d'altres cal destacar que és una planta vulnerària (cura i cicatritza ferides), antiinflamatòria, espasmolítica, aperitiva i digestiva.
S'utilitza enfront de les gastritis, úlcera gastroduodenal, espasmes gastrointestinals, enterocolitis, síndrome de l'intestí irritable, dispèpsies hiposecretores, meteorisme, cistitis, urolitiasis i adenoma benigne de pròstata. També s'usa per guarir grips, refredats, faringitis, laringitis i bronquitis.
Exteriorment s'utilitza per curar conjuntivitis, blefaritis, estomatitis, otitis, sinusitis, vulvovaginitis, ferides, contusions, cremades, dermatomicosis, èczemes i inflamacions osteoarticulars.

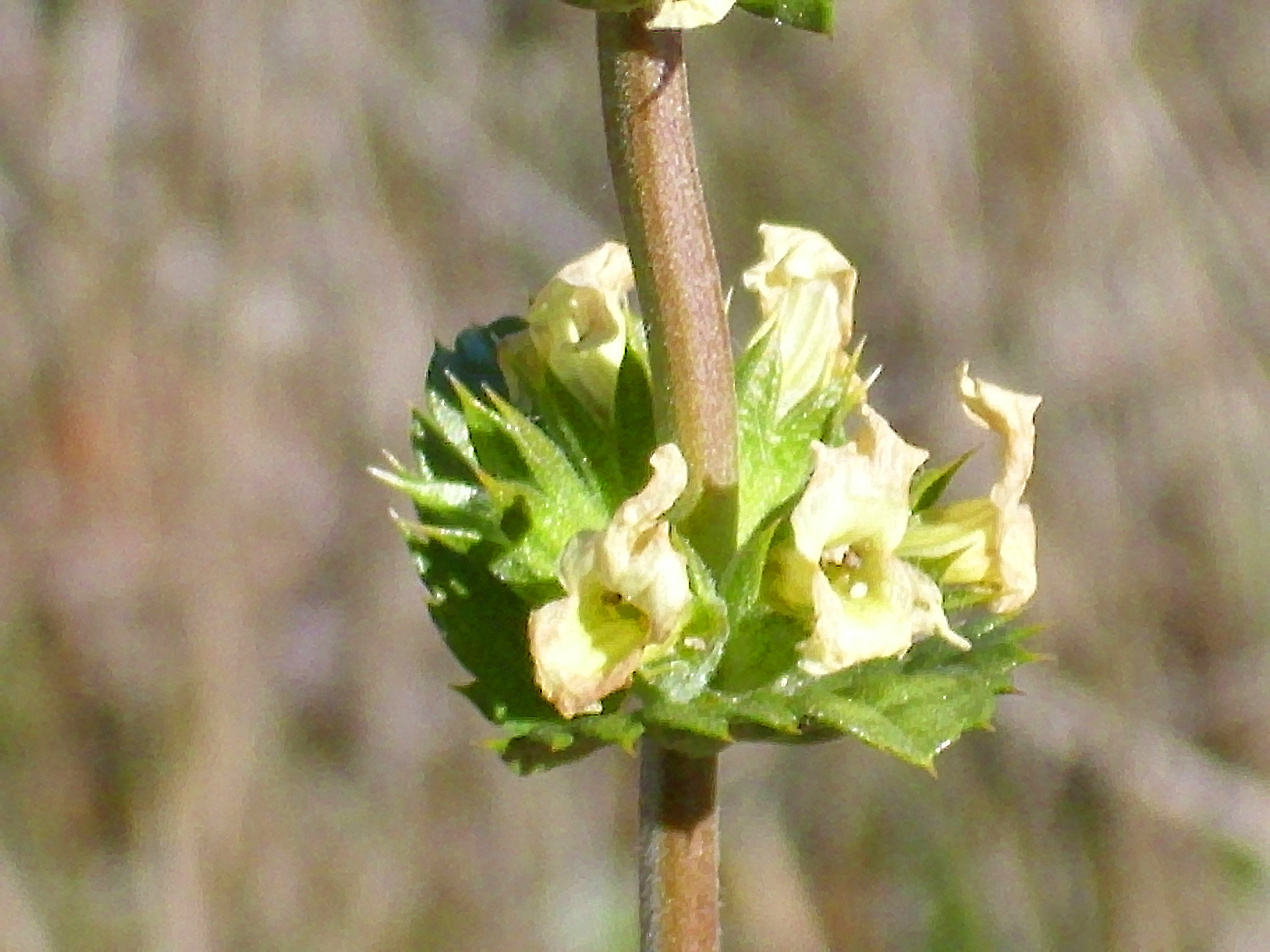
Detall del verticilastre

### Modes d'ús
Popularment s'ha utilitzat com a desinfectant de ferides rentant-les amb una infusió feta amb 30 grams de planta per litre d'aigua. També s'ha utilitzat com a solució contra la inflamació o per a fer ganes de menjar, beguen la infusió tres tasses al dia. També s'utilitza per a l'elaboració de l'herbero.
- Ús extern:

1. Infusió: isotonitzar i aplicar en forma de locions, compreses, lavatives i col·liris. Les compreses es poden fixar amb un embenat suau que s'ha de canviar cada quatre o cinc hores.

- Ús intern:

1. Infusió: una cullerada sopera per tassa i escalfar 10 minuts. Prendre 3 tasses al dia.
2. Extracte fluid (1:1): Prendre de 30 a 50 gotes, d'un a tres cops al dia.
3. tintura (1:10): Prendre de 50 a 100 gotes, d'un a tres cops al dia.

### Droga
La part utilitzada d'aquesta planta són les sumitats florides.
Principis actius
- Flavonoides, dels quals destaca sideritidoflavona
- Esteroides triterpènics
- Oli essencial (0.,%)
- Tanins catèquics abundants
- Saponòcids
- Triterpens
- Lactones

### Contraindicacions i efectes adversos
- No prescriure l'oli essencial per via interna durant l'embaràs, la lactància. Tampoc a nens petits ni a persones amb gastritis, úlcera gastroduodenal, la síndrome de l'intestí irritable o amb trastorns neurològics.
- No prescriure l'oli essencial durant un període prolongat de temps.
- No prescriure formes de dosificació orals amb contingut alcohòlic a nens menors de dos anys ni a persones en procés de deshabitualització etílica.
- Precaució per tal de no patir intoxicacions.
- Tenir en compte el contingut alcohòlic de l'extracte fluid i de la tintura.
- Formes galèniques/posologia.
- No s'han descrit interaccions medicamentoses.
- No s'han descrit efectes sobre la capacitat per a conduir i utilitzar maquinària pesant.

Utilitzant-la dins les dosis i indicacions aportades per un entès no se li coneix cap efecte secundari. Podria donar-se el cas d'alguna persona que esdevingués al·lèrgica. Els olis essencials poden resultar neurotòxics i convulsivants.

### Cultiu
És comuna en matollars secs i assolellats sobre sòls bàsics, també creix de manera natural en erms i a la vora dels vessants. L'època de floració abraça des de març fins a l'agost. Quan es cultiva, la seva època de floració s'allarga fins a finals d'octubre. La recol·lecció de la planta coincideix amb l'època de floració als mesos de maig i juny. La multiplicació es realitza mitjançant llavors que es mantenen molt de temps sobre la planta. En tractar-se d'una planta local és fàcil de trobar a molts herbaris i no és gaire cara.